# Junta Política de Hebei-Chahar

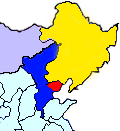
Territorio sometido a la autoridad de la Junta Política de Hebei-Chahar (en azul).

La Junta Política de Hebei-Chahar (en chino: 冀察政務委員會) fue una autoridad gubernamental que creó el Gobierno chino el 8 de diciembre de 1935 y que presidió el general Song Zheyuan.
La presión japonesa impuso a China la firma del Acuerdo He-Umezu en 1935, que vetó la actividad del Kuomintang (KMT) en Hebei y en la práctica supuso el fin de la autoridad gubernamental china en la provincia. Ese mismo año se firmó también el Acuerdo de Chin-Doihara, que eliminó la autoridad del KMT en Chahar. Así, a finales de año, el Gobierno central chino había perdido el control del China septentrional. La autoridad había pasado al Consejo Autónomo de Hebei Oriental, sostenido por los japoneses y creado el 24 de noviembre. Por su parte, el príncipe Teh, caudillo mongol de lo que luego fue la Mongolia Interior, trataba de formar también un Gobierno mongol autónomo en la zona.
Kenji Doihara trató de persuadir al general Song para que crease un Gobierno autónomo en la región de Hebei-Chahar. Esto desató protestas, que Japón utilizó para justificar el aumento de su guarnición en la comarca de Tianjin. Para impedir que además se crease un nuevo Estado títere pronipón, Song Zheyuan creó la Junta Política de Hebei-Chahar el 18 de diciembre de 1935, con autoridad sobre estas dos provincias. La junta apoyó teóricamente los planes japoneses de arrebatar a Nankín cinco provincias septentrionales (Shandong, Hebei, Shanxi, Chahar y Suiyuan), pero en realidad no hizo verdaderas concesiones a Tokio y permitió que el Gobierno de Nankín siguiese dominando la zona indirectamente.